# ایوا مکس
آماندا ایوا کوچی (زادهٔ ۱۶ فوریه ۱۹۹۴، آماندا کوچی)، شناخته‌شده با نام حرفه‌ای ایوا مکس (به انگلیسی: Ava Max) خواننده و ترانه‌سرا اهل ایالات متحده آمریکا است. تک‌آهنگ او «شیرین ولی دیوانه» در صدر جدول فروش در چندین کشور قرار گرفت.

## اوایل زندگی
آماندا ایوا کوچی در شهر میلواکی، ویسکانسین از والدین آلبانیایی از تیرانا و ساراندا به دنیا آمد ، او یک برادر بزرگتر دارد. او خود را «آلبانیایی» توصیف کرده و اظهار داشت که «قطعاً می‌خواهد به جامعهٔ آلبانی برگردد.» در ۸ سالگی، وی به همراه خانوادهٔ خود به ویرجینیا نقل مکان کرد. او قبل از نقل مکان در مدرسه‌های موسیقی شرکت می‌کرد. در ۱۴ سالگی، به دنبال حرفهٔ موسیقی، به همراه مادرش به لس آنجلس نقل مکان کرد و یک سال بعد، وی به ویرجینیا بازگشت. وی اظهار داشت که از بازگشتش سپاس‌گزار است. در ۱۷ سالگی دوباره به لس آنجلس بازگشت.

## آلبوم‌شناسی
- بهشت و جهنم (۲۰۲۰)
- الماس‌ها و سکوهای رقص (۲۰۲۳)